# Bybjerg
Bybjerg is een plaats in de Deense regio Seeland, gemeente Holbæk, en telt 280 inwoners (2008).
De plaats ligt op het eilandje Orø in het Isefjord.

## Voetnoten
1. ↑  Statbank.dk, tabel BEF44: inwoneraantal op 1 januari 2008 (volgens definitie stedelijk gebied)